# Martin-Luther-Kirche (Sornzig)

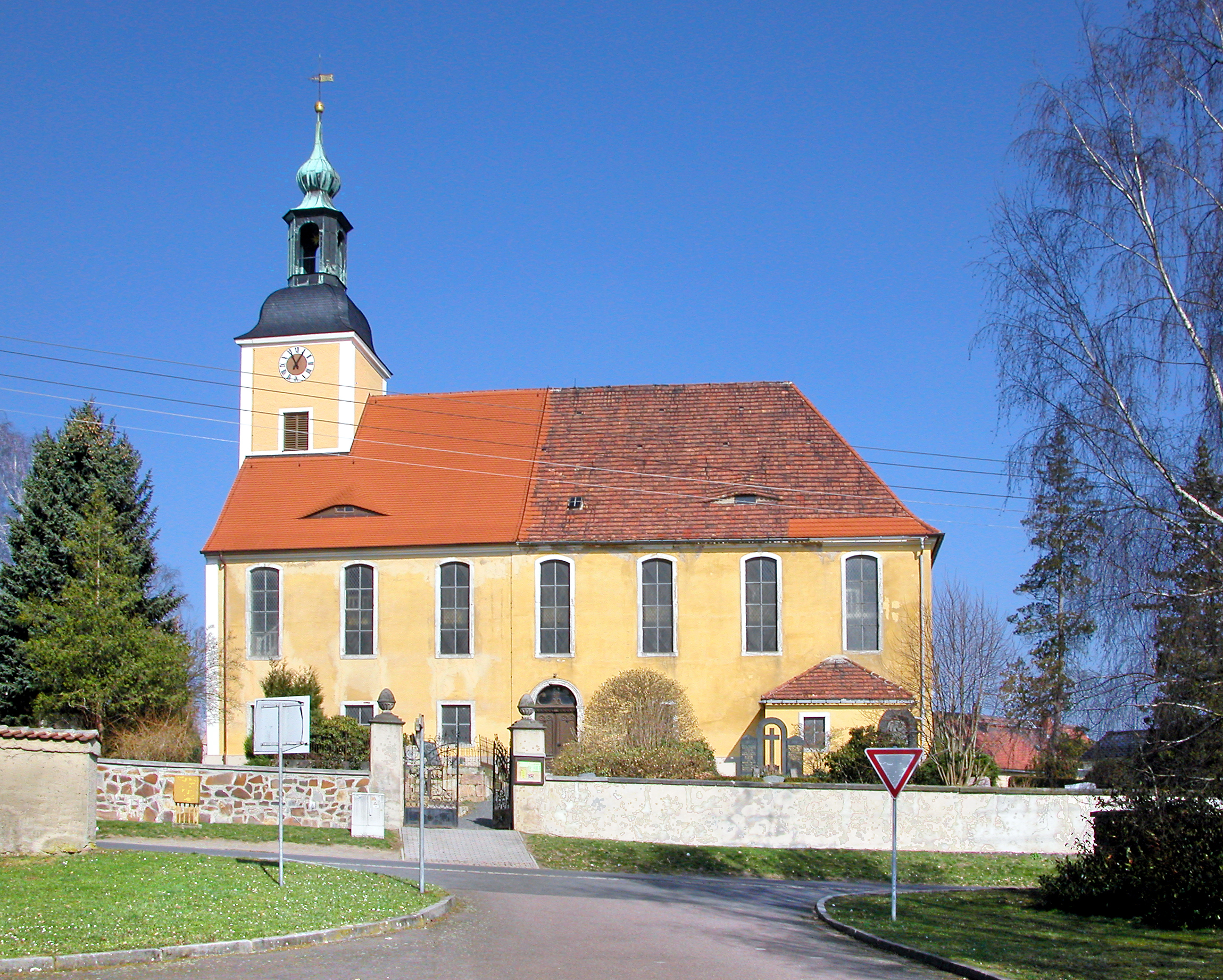
Martin-Luther-Kirche (Sornzig)

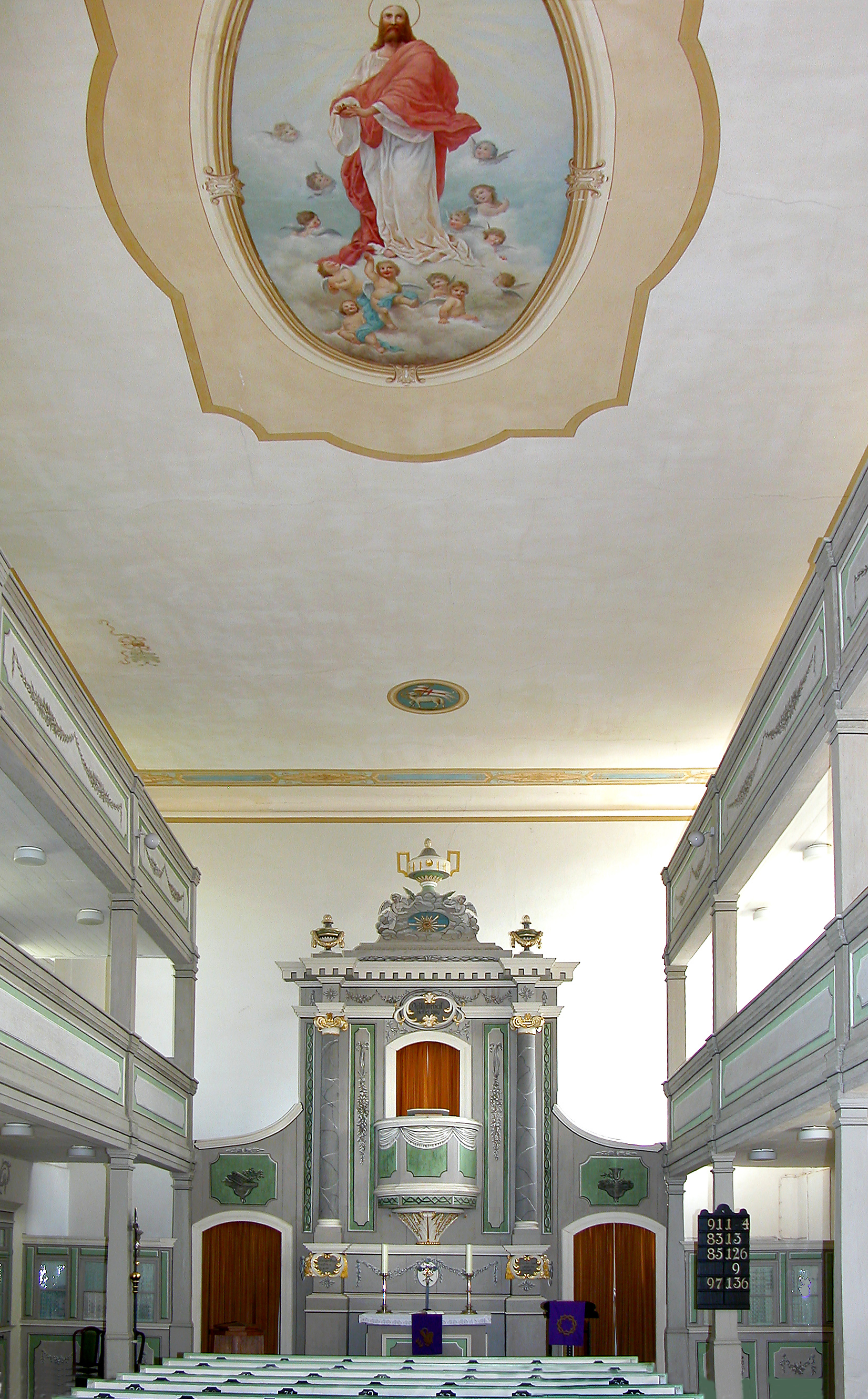
Innenansicht zum Altar

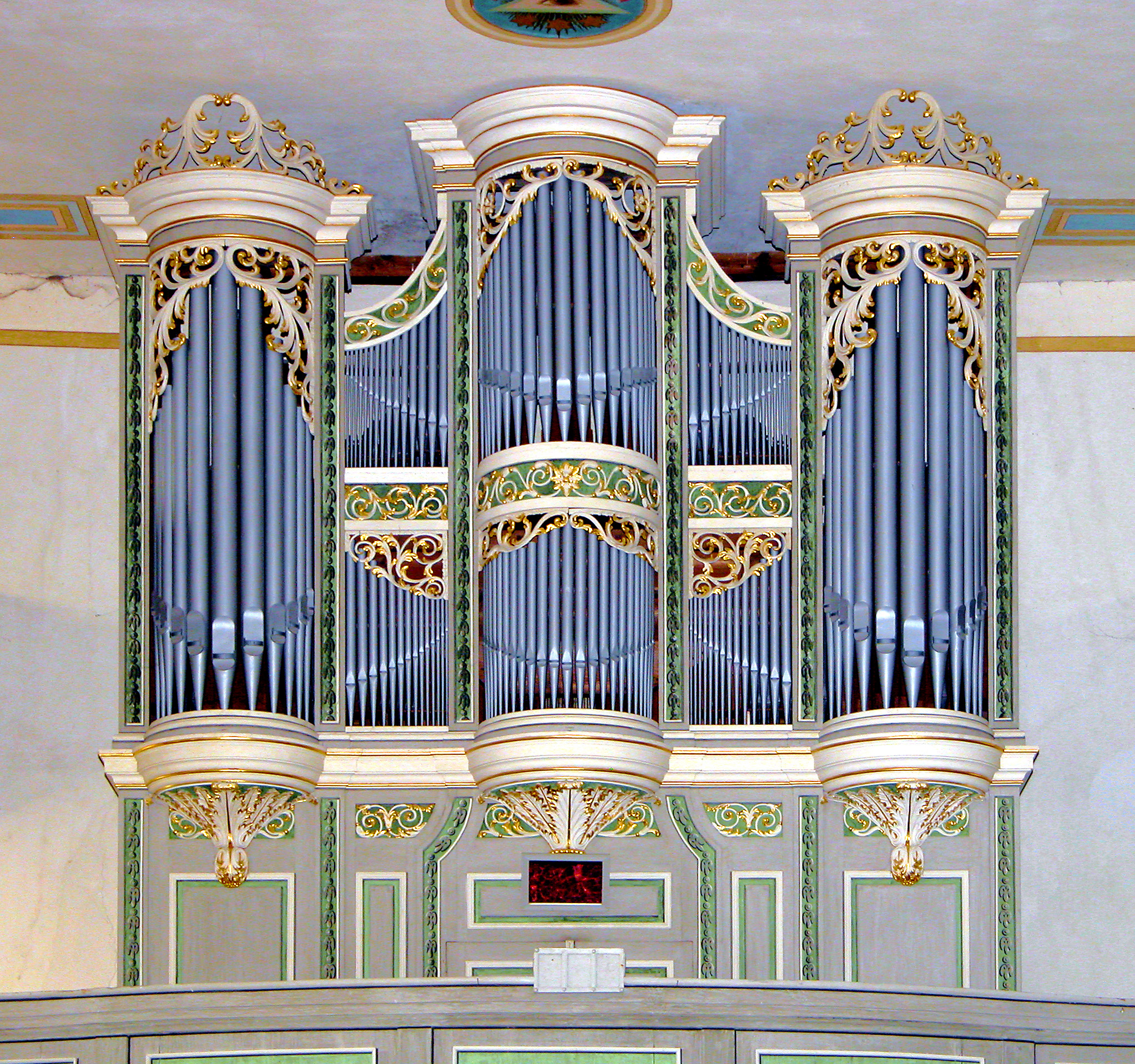
Orgel

Die evangelische Martin-Luther-Kirche ist eine große spätbarocke Saalkirche im Ortsteil Sornzig der Stadt Mügeln im Landkreis Nordsachsen in Sachsen. Sie gehört zur Kirchgemeinde Oschatzer Land im Kirchenbezirk Leisnig-Oschatz der Evangelisch-Lutherischen Landeskirche Sachsens.

## Geschichte und Architektur
Die große Saalkirche wurde im Jahr 1808 nördlich des ehemaligen Zisterzienserinnenklosters erbaut. Eine Restaurierung des Inneren erfolgte im Jahr 1987. Das Bauwerk ist ein langgestreckter Putzbau, der mit einem Dachturm mit kleiner barocker Haube und Laterne akzentuiert ist. Eine doppelte Fensterreihe, deren hohe obere Fenster mit Segmentbogen und die unteren rechteckig gebildet sind, gliedert das Äußere. Portale erschließen das Bauwerk im Süden und Westen, eine Sakristei ist im Süden angebaut.
Das Innere des Bauwerks ist flachgedeckt, an der Nord- und Südseite sind zweigeschossige Emporen eingebaut.

## Ausstattung
Die Ausstattung stammt aus der Bauzeit; das Hauptstück ist ein Kanzelaltar mit ionischen Säulen, die ein verkröpftes Gebälk mit Zahnschnitt tragen. Als Bekrönung dienen drei Vasen.

## Orgel
Die Orgel mit reich verziertem Prospekt ist im Kern ein Werk von Johann Gottlob Trampeli aus dem Jahr 1810 mit 23 Registern auf zwei Manualen und Pedal. Das Instrument wurde mehrfach überarbeitet, wobei bei den Eingriffen von 1886/1887 durch Franz-Emil Keller und Jehmlich im Jahr 1897 Dispositionsänderungen vorgenommen wurden. Im Jahr 1917 mussten die Prospektpfeifen abgeliefert werden, die 1923 durch Jehmlich in Zink erneuert wurden. Eine Überholung erfolgte in den Jahren 1936/1937 durch Alfred Schmeisser.
Die Disposition lautet:
| Hauptwerk C–d3 |     |
| Bordun         | 16′ |
| Principal      | 08′ |
| Stark Gedackt  | 08′ |
| Viola da Gamba | 08′ |
| Octave         | 04′ |
| Rohrflöte      | 04′ |
| Quinte         | 03′ |
| Octave         | 02′ |
| Cornett III    |     |
| Mixtur IV      | 01′ |

| Oberwerk C–d3     |      |
| Principal Discant | 8′   |
| Lieblich Gedackt  | 8′   |
| Quintatoen        | 8′   |
| Principal         | 4′   |
| Flauto amabile    | 4′   |
| Nasat             | 3′   |
| Octave            | 2′   |
| Mixtur III        | 2⁄3′ |
| Vox humana        | 8′   |

| Pedal CD–c1 |     |
| Subbaß      | 16′ |
| Violonbaß   | 16′ |
| Octavenbaß  | 08′ |
| Posaune     | 16′ |

- Koppeln: Manualschiebekoppel (jetzt Wippenkoppel mit Registerzug), Pedalkoppel
- Nebenregister: Kalkantenzug, Tremulant (nicht erhalten)